# Sophie Turner
Sophie Belinda Turner (ur. 21 lutego 1996 w Northampton) – brytyjska aktorka. Grała m.in. Sansę Stark w serialu telewizyjnym Gra o tron produkowanym przez HBO.

## Życiorys

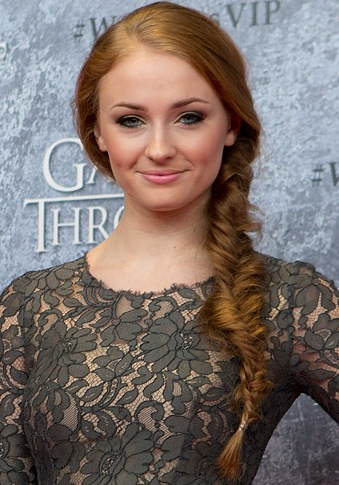
Sophie Turner (2013)

Turner urodziła się w Northampton. Dwa lata później jej rodzina przeniosła się do Warwick. Tam uczęszczała do szkoły podstawowej, a po ukończeniu 11 lat rozpoczęła naukę w King’s High School.
Aktorka zadebiutowała w serialu Gra o tron, gdzie wcieliła się w postać Sansy Stark, najstarszej córki z rodu Starków. Do udziału w przesłuchaniu namówił ją jej nauczyciel dramatu. Do roli swoje naturalnie blond włosy farbowała na rudo, co poza planem pomagało jej unikać zainteresowania fanów i dziennikarzy. Prywatnie Sophie przyjaźni się z Maisie Williams, grającą w serialu jej siostrę Aryę. Poznały się podczas przesłuchań. Po zakończeniu pierwszego sezonu Gry o tron rodzina Turner adoptowała psa Zunni, który grał wilkora Sansy w serialu.

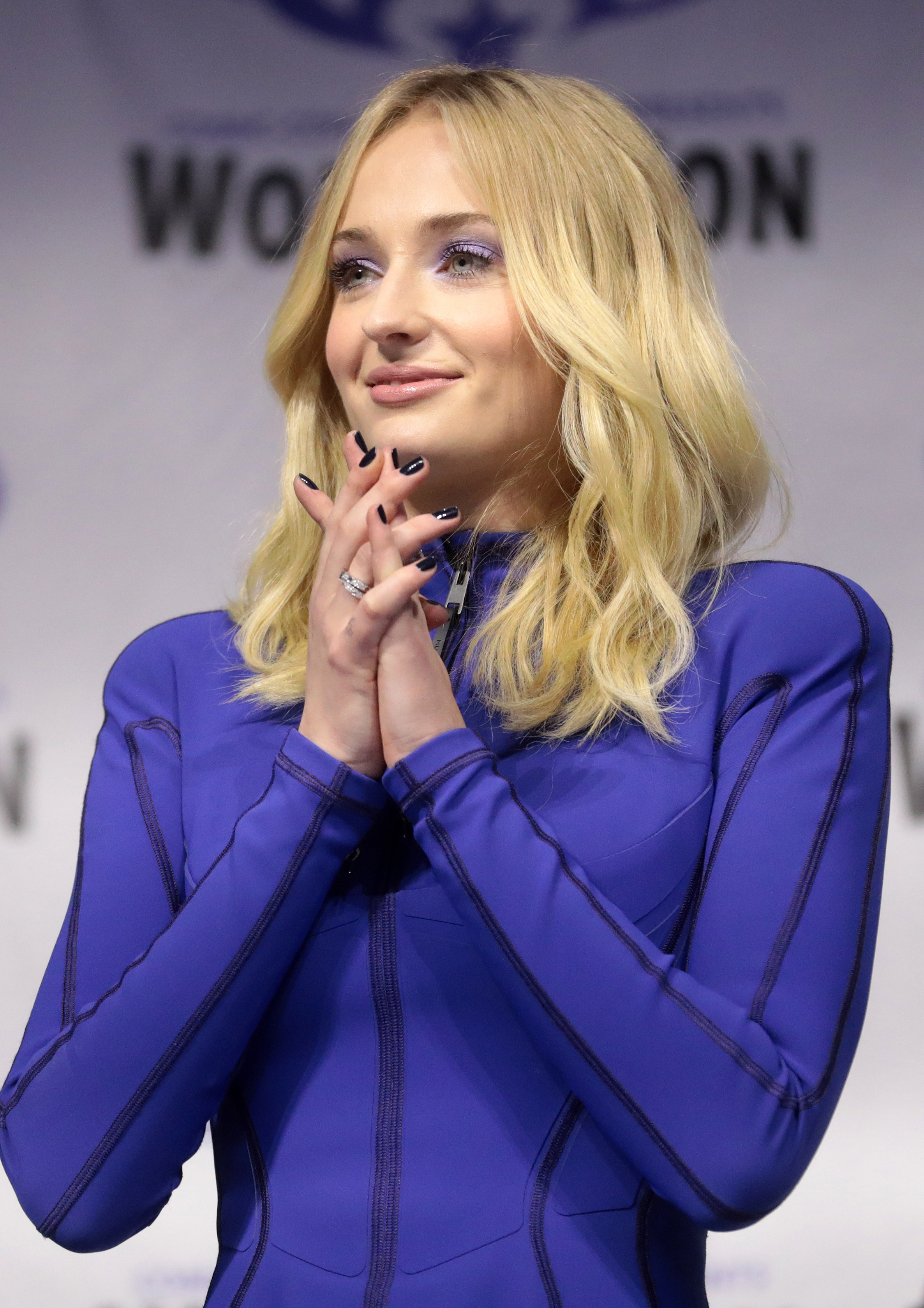
Sophie Turner (2019)

W niezależnym thrillerze opartym na opowiadaniu Another Me Catherine MacPhail, Turner zagrała główną rolę, występując u boku takich aktorów jak Jonathan Rhys Meyers, Claire Forlani, Rhys Ifans i Geraldine Chaplin. Zdjęcia do filmu rozpoczęły się w listopadzie 2012 roku, realizowane były w Wielkiej Brytanii oraz Barcelonie.

### Życie prywatne
Chociaż aktorka miała szczęśliwe dzieciństwo, zdobycie sławy w młodym wieku odbiło się na jej zdrowiu psychicznym. Podczas produkcji Gry o tron cierpiała m.in. na zaburzenia odżywiania. Doświadczyła również depresji i myśli samobójczych.
W listopadzie 2016 zaczęła spotykać się z Joe Jonasem. W październiku 2017 para zaręczyła się. 1 maja 2019 pobrali się w Las Vegas i jeszcze w tym samym roku wzięli drugi ślub we Francji. W lipcu 2020 na świat przyszła ich pierwsza córka, Willa, a dwa lata później druga, Delphine. We wrześniu roku 2023 mąż Sophie wniósł o rozwód.

## Filmografia
- 2011-2017, 2019: Gra o tron jako Sansa Stark (serial TV)
- 2013: Trzynasta opowieść jako młoda Adeline March (film telewizyjny)
- 2013: Another Me jako Fay Delussey
- 2015: Zabójcza jako Heather
- 2016: X-Men: Apocalypse jako Jean Grey
- 2017: Zakochany geniusz jako Debbie
- 2018: Josie jako Josie
- 2019: X-Men: Dark Phoenix jako Jean Grey / Phoenix
- 2019: Heavy jako Maddie
- 2020: Survive jako Jane (serial)
- 2020: The Prince jako Charlotte (głos, serial)
- 2022: Broken Soldier jako Penelope
- 2022: The Staircase jako Margaret Ratliff (serial)
- 2022: Zróbmy zemstę jako Erica